# آفة موريل لافالي
آفة موريل لافالي ( MLL ) هي نوع من إصابة الأنسجة الرخوة للجلد. عادة ما تحدث حول الفخذ أو الحوض. على الرغم من احتمال إصابة مناطق أخرى. قد تشمل الأعراض ظهور كدمات وزيادة حركة الجلد والتورم. كما أنه قد لا تظهر لبضعة أيام. و قد تنطوي المضاعفات على عدوى أو شكل غير طبيعي في المنطقة.
وهي تحدث في أغلب الأحيان نتيجة لاصطدام كبير، مثل اصطدام سيارة . قد تشمل الإصابات المصاحبة معها كسور الحوض أو عظم الفخذ . تتضمن الآلية الأساسية للمرض فصل الأنسجة تحت الجلد عن اللفافة الموجودة تحتها، دون حدوث أي كسر في الجلد،  مما يخلق مساحة يتجمع فيها السائل. يعتمد التشخيص على الفحص ويمكن دعمه بالتصوير الطبي .
تتضمن الإدارة العامة للآفة عادةً المراقبة عن كثب أو التصريف باستخدام إبرة أو الجراحة. قد تشمل الخيارات الأخرى العلاج بالضغط أو العلاج بالتصليب . بعد العلاج، هناك احتمال خطر عودتها من جديد مرة إخرى. آفات موريل لافالي نادرة نسبيًا. تم وصفه لأول مرة في عام 1863 من قبل فيكتور أوغست فرانسوا موريل لافالي.